# Daoirí Farrell
Daoirí Farrell és un cantant de folk irlandès i intèrpret del bouzouki irlandès.

## Carrera
Farrell va néixer el 21 de novembre de 1982 a Dublín. Es va convertir en membre del Góilín Singers Club. Va passar deu anys treballant com a electricista abans de decidir dedicar-se al seu interès per la música a temps complet.
Va tornar a l'educació per obtenir un diploma Ceoltóir en interpretació musical irlandesa al Ballyfermot College of Further Education. Durant el seu temps a la universitat, va llançar el seu primer àlbum The First Turn el 2009. Farrell va continuar en l'educació amb estudis de música aplicada a l'Institut de Tecnologia de Dundalk, seguit d'un màster en interpretació musical a la World Academy of Music de la Universitat de Limerick.
Després de completar el seu màster, va tornar a fer gires i gravar. Va guanyar el premi All Ireland Champion Singer al Fleadh Cheoil 2013. Des del 2013, Farrell també ha fet gires formant part del grup FourWinds. El 2015, el grup va guanyar el premi Danny Kyle a Celtic Connections i va llançar el seu àlbum debut.
El gener de 2016 va anar en solitari al festival Celtic Connections. El seu àlbum en solitari 'True Born Irishman' es va publicar l'octubre de 2016. El 2017 va guanyar dos premis folk de la BBC Radio 2.

## Discografia

### En solitari
- 2009 – The First Turn
- 2016 - True Born Irishman
- 2019 - A Lifetime of Happiness

### FourWinds
- 2015 - FourWinds